# سيمون ووكر
سيمون ووكر (بالإنجليزية: Simon Walker)‏ هو ملحن أسترالي، ولد في 1961.

## روابط خارجية
- سيمون ووكر على موقع IMDb (الإنجليزية)
- سيمون ووكر على موقع قاعدة بيانات الفيلم (الإنجليزية)